# Кладбище «Ферма»
Кладбище «Ферма» (англ. The Farm Cemetery) — воинское кладбище комиссии Содружества наций по уходу за военными захоронениями расположенное в районе бухты Анзак, на Галлипольском полуострове. На нём покоятся останки солдат Антанты погибших в Дарданелльской операции.

## Описание
Небольшую каменную хижину пастуха на западных склонах хребта Чунук-Баир османские войска назвали Агхйыль (в переводе овчарня), в то время как солдаты Антанты использовали слово «Ферма». Эта позиция была захвачена силами союзников 6 августа 1915 года в самом начале битвы за Чунук-Баир. 8 августа её занимали частями 29-й (10-й полк гуркхских стрелков) и 39-й бригад (части 9-го батальона королевского уорикширского полка и маори). На следующий день подошёл 6-й батальон восточно-ланкаширского полка 38-й бригады, а также 10-й батальон королевского Гэмпширского полка и 6-й батальон королевских ирландских стрелков, оба из состава 29-й бригады. 10 августа 1915 года к ним поднялся 6-й батальон коннахтских рейнджеров. Но ранним утром того же дня стремительной контратакой превосходящих войск Османской империи все они были отброшены за пределы хребта, завершив тем самым сражение.
После наступления перемирия на этом месте было организовано кладбище из останков собранных на склонах окружающих холмов. Индивидуальные надгробия созданы для семерых воинов считающихся погребёнными здесь среди 645 неопознанных тел.
Это одно из самых труднодоступных кладбищ Галлиполи. Добраться к нему можно только пешком.